# Florian Rödl
Florian Rödl (* 1972 in Neustadt an der Weinstraße) ist ein deutscher Rechtswissenschaftler und Hochschullehrer an der Freien Universität Berlin. Er ist Richter am Verfassungsgerichtshof des Landes Berlin.

## Leben und Wirken
Rödl studierte Rechtswissenschaften an der Universität Frankfurt am Main, wo er 1997 sein Erstes Juristisches Staatsexamen ablegte. Dem schloss er ein Studium der Philosophie mit Politikwissenschaft an der Freien Universität Berlin an, das er 2003 mit dem Magister artium abschloss. Parallel dazu leistete er am Kammergericht in Berlin seinen Juristischen Vorbereitungsdienst ab und legte 2002 sein Zweites Staatsexamen ab. 2008 wurde er vom Europäischen Hochschulinstitut in Florenz mit der Schrift Weltbürgerliches Kollisionsrecht zum Dr. iur. promoviert. In der Folge arbeitete er als Mitarbeiter am Zentrum für Europäische Rechtspolitik der Universität Bremen und als Forschungsgruppenleiter am Exzellenz-Cluster Die Herausbildung normativer Ordnungen an der Universität Frankfurt am Main. In Frankfurt habilitierte Rödl sich 2014 mit der Schrift Gerechtigkeit unter freien Gleichen. In dieser Arbeit kritisierte er aus einer naturrechtlichen Perspektive das kantische Vernunftrecht.
Es folgten Lehrstuhlvertretungen an den Universitäten Münster, Hamburg und Frankfurt am Main sowie eine Dozentur an der Europäischen Akademie der Arbeit. Seit 2016 hat Rödl den ordentlichen Lehrstuhl für Bürgerliches Recht, Arbeits- und Sozialrecht am Institut für Arbeitsrecht an der Freien Universität Berlin inne.
Rödls Forschungsschwerpunkte liegen vor allem in den Grundlagen des Bürgerlichen Rechts, insbesondere des Eigentums-, Vertrags- und Bereicherungsrechts. Im Bezug auf das Arbeitsrecht widmet er sich vor allen den Grundlagen des kollektiven Arbeitsrechts sowie dem Recht der Arbeitsbeziehungen und der Sozialstaatlichkeit unter Einfluss des Unionsrechts.
2020 wurde Rödl zum Prozessbevollmächtigten des Landes Berlin zur Verteidigung des Berliner Mietendeckels vor dem Bundesverfassungsgericht bestellt, der 2021 mangels Gesetzgebungskompetenz des Landes für verfassungswidrig erklärt wurde. Rödl ist Mitglied der Ende März 2022 eingesetzten Expertenkommission zum Volksentscheid „Vergesellschaftung großer Wohnungsunternehmen“ des Berliner Senats. 2024 wurde Rödl zum Richter am Verfassungsgerichtshof des Landes Berlin gewählt.

## Schriften (Auswahl)
- mit Christian Joerges: Von der Entformalisierung europäischer Politik und dem Formalismus europäischer Rechtsprechung im Umgang mit dem „sozialen Defizit“ des Integrationsprojekts: ein Beitrag aus Anlass der Urteile des EuGH in den Rechtssachen Viking und Laval. ZERP, Bremen 2008.
- mit Christian Joerges: Von der Entformalisierung europäischer Politik und dem Formalismus europäischer Rechtsprechung im Umgang mit dem „sozialen Defizit“ des Integrationsprojekts. ZERP, Bremen 2008.
- Europäische Arbeitsverfassung. ZERP, Bremen 2009.
- mit Felix Stumpf: Einfallstore transnationaler Lohnkonkurrenz: Auswirkungen des europäischen Verbots der „Diskriminierung EU-ausländischer Tarifverträge“ im deutschen Arbeitsrecht. Hans-Böckler-Stiftung, Düsseldorf 2011.
- mit Christian Joerges: Would the election of a Member of the European Parliament as President of the Commission make democratic sense? Stiftung Preußischer Kulturbesitz, Berlin 2012.
- mit Christian Joerges: Direktwahl des EU-Kommissionspräsidenten: Mehr Schaden als Nutzen. Stiftung Preußischer Kulturbesitz, Berlin 2012.
- mit Christian Joerges: EU-Kommissionspräsident: Wen und was wollten wir eigentlich wählen? Stiftung Preußischer Kulturbesitz, Berlin 2014.
- mit Raphael Callsen: Kollektive soziale Rechte unter dem Druck der Währungsunion: Schutz durch Art. 28 EU-Grundrechtecharta? Bund-Verlag, Frankfurt am Main 2015, ISBN 978-3-7663-6467-8.
- Gerechtigkeit unter freien Gleichen: Eine normative Rekonstruktion von Delikt, Eigentum und Vertrag. Nomos, Baden-Baden 2015, ISBN 978-3-8452-5776-1 (Habilitationsschrift).
- mit Ghazaleh Nassibi und Thorsten Schulten: Perspektiven vergabespezifischer Mindestlöhne nach dem Regio-Post-Urteil des EuGH nach dem Regio-Post-Urteil des EuGH. Hans-Böckler-Stiftung, Düsseldorf 2016.
- mit Andreas Leidinger: Tarifautonomie als Gerechtigkeit und warum das TEG trotzdem hätte scheitern müssen. Stiftung Preußischer Kulturbesitz, Berlin 2017.
- Europäischer Pakt für sozialen Fortschritt: Die Alternative zur liberalistischen Verfassung des EU-Binnenmarktes. Kammer für Arbeiter und Angestellte für Wien, Wien 2018.